# Máire Geogheganová-Quinnová
Máire Geogheganová-Quinnová (5. září 1950 Carna, Irsko) je irská a evropská politička, od 8. února 2010 komisařka pro výzkum a inovace v Evropské komisi vedené José Barrosem.